# Walther Brüning
Walther Brüning (* 12. April 1927 in Darmstadt) ist ein deutscher Philosoph.

## Leben
Er studierte an den Universitäten Freiburg im Breisgau, Frankfurt am Main und Mainz Philosophie, Natur- und Kulturwissenschaften. Nach der Promotion zum Dr. phil. in Mainz am 16. Februar 1952 und Habilitation ebenda 1959 lehrte er dort von 1968 bis 1992 als Professor für Philosophie.

## Strenge Logik
Eine kaum beachtete Theorie ist Walther Brünings Grundlagen der strengen Logik, die er in Abweichung von der modernen formalen Logik unter Rückgriff auf die aristotelische Logik entwickelt. Dabei will er ein Minimum an Voraussetzungen einbringen und Paradoxien und Schwierigkeiten formaler Kalküle vermeiden, wie sie etwa auch die intuitionistische Logik besteigen will. Die Einfachheit des Ansatzes und das Anliegen, die traditionelle Logik nicht zu verwerfen, sondern zu integrieren, unterscheiden ihn von diesen Ansätzen. Er selbst führt im Vorwort zu den Grundlagen der strengen Logik aus:

„Die Strenge Logik, von der Aristoteles mit seiner Syllogistik ein wichtiges Kernstück ausgearbeitet hat, wird hier systematisch begründet und in ihren Hauptlinien entwickelt. […]
Die aus der Erweiterung der Syllogistik hervorgehende Strenge Allgemeine Logik bildet das einheitliche Fundament, das allen speziellen logischen Disziplinen (Prädikaten-, Klassen, Aussagen-, Relationen-, Modal-Logik) zugrunde liegt. Damit ist die wesentliche Einheit des logischen Denkens aufgewiesen und zugleich die Spaltung der geschichtlichen Entwicklung der formalen Logik in eine aristotelische (syllogistische) und eine stoische (aussagenlogische) Tradition überwunden.
Die Strenge Logik ist völlig widerspruchsfrei, denn sie beruht von ihren Grundlagen her auf dem Prinzip der Identität und damit auf dem Ausschluß des Widerspruchs. Sie ist auch gänzlich frei von Paradoxien und Unentscheidbarkeiten, denn diese Phänomene, welche die Basis der Logik in diesem Jahrhundert so stark erschüttert haben, entstehen durch Verletzung des Prinzips der Limitation (vor allem in der Form des Selbstbezugs); die Gültigkeit dieses Prinzips ist aber eine Grundbedingung des strengen Denkens. […]
Die vorliegende Schrift ist die Arbeit eines Philosophen, dem es obliegt, die Grundlagen zu erforschen. Aufgabe der Logiker ist es nun, die hier nur skizzierten Ansätze genauer auszuarbeiten. Aufgabe der Mathematiker wird es sein, eine strenge Mengenlehre und damit einen strengen Aufbau der Mathematik zu entwickeln.“

## Schriften (Auswahl)
- Der Gesetzesbegriff im Positivismus der Wiener Schule. Meisenheim am Glan 1954, OCLC 800493679.
- Philosophische Anthropologie. Historische Voraussetzungen und gegenwärtiger Stand. Stuttgart 1960, OCLC 912271070.
- Geschichtsphilosophie der Gegenwart. Stuttgart 1961, OCLC 70348528.
- Grundlagen der strengen Logik. Würzburg 1996, ISBN 3-8260-1204-6.